# Wiktor Postol
Wiktor Wassylowytsch Postol (ukrainisch Віктор Васильович Постол; * 16. Januar 1984 in Welyka Dymerka) ist ein ukrainischer Profiboxer und ehemaliger WBC-Weltmeister im Halbweltergewicht. 

## Boxkarriere
Postol begann im Alter von 12 Jahren mit dem Boxsport und war als Amateur unter anderem Viertelfinalist der World University Championships 2004 in Antalya.
2007 wechselte er in das Profilager und gewann 25 Kämpfe in Folge, davon 19 in der Ukraine. Er siegte dabei unter anderem gegen den Franzosen Yvan Mendy, sowie die beiden US-Amerikaner DeMarcus Corley und Henry Lundy.
Postol wechselte 2014 zur Förderung seiner Karriere in die USA und trainierte im Wild Card Boxing Club von Los Angeles unter Freddie Roach. Am 17. Mai 2014 boxte er im kalifornischen Inglewood gegen den Türken Selçuk Aydın und siegte durch K. o. in der elften Runde. Postol festigte damit seine Position als WBC-Pflichtherausforderer und wurde inzwischen auch vom Ring Magazine unter den Top 10 geführt.
Da der reguläre WBC-Weltmeister Danny García den Titel im Juni 2015 niedergelegt hatte, um in das Weltergewicht aufzusteigen, wurde ein Kampf um den besitzlosen (vakanten) Titel zwischen Postol und dem Argentinier Lucas Matthysse ausverhandelt. Matthysse war WBC-Interimsweltmeister und beim Kampf um den regulären Titel 2013 gegen Danny García unterlegen, hatte aber seitdem wieder drei Kämpfe gewonnen und sich damit für einen erneuten Titelkampf qualifiziert. Postol gewann das Duell am 3. Oktober 2015 im kalifornischen Carson nach Punkten führend durch K. o. in der zehnten Runde.
Seine erste Titelverteidigung am 23. Juli 2016 in Las Vegas war zugleich ein Vereinigungskampf gegen den US-amerikanischen WBO-Weltmeister Terence Crawford, wobei es auch um die Position als Nummer 1 des Ring Magazine ging. Postol wurde dabei ausgeboxt, war zweimal am Boden und verlor nach den vollen zwölf Runden einstimmig nach Punkten.
Am 23. Juni 2018 boxte er in einem WBC-Ausscheidungskampf gegen den vom Ring Magazine auf Platz 6 gesetzten Schotten Josh Taylor, verlor jedoch den Kampf in Glasgow ebenfalls einstimmig nach Punkten. Er gewann jedoch einen erneuten WBC-Ausscheidungskampf am 27. April 2019 in Las Vegas einstimmig gegen den Franzosen Mohamed Mimoune und konnte als Nächstes am 29. August 2020 in Las Vegas gegen den US-amerikanischen WBC- und WBO-Weltmeister José Ramírez antreten, wobei er knapp durch Mehrheitsentscheidung nach Punkten unterlag.
Seinen nächsten Kampf bestritt er erst am 26. Februar 2022 gegen den US-Amerikaner Gary Antuanne Russell und verlor dabei erstmals vorzeitig durch TKO in Runde 10.